# Società Sportiva Matera Calcio 2014-2015
Questa voce raccoglie le informazioni riguardanti la S.S. Matera Calcio nelle competizioni ufficiali della stagione 2014-2015.

## Divise e sponsor
Lo sponsor tecnico per la stagione 2014-2015 è Erreà, mentre gli sponsor ufficiali sono 365 Planet Win e Tradeco. Le divise ufficiali sono le seguenti:
| Casa | Trasferta | Terza divisa |

## Organigramma societario
Fonte
Area direttiva
- Presidente: Saverio Columella
- Dirigente: Mariano Fernandez

Area tecnica
- Allenatore: Gaetano Auteri
- Allenatore in seconda: Lorenzo Cassia
- Preparatore atletico:  Giuseppe Di Mauro
- Preparatore dei portieri: Pino Alberga

Area sanitaria
- Medico sociale: Francesco Manfredi
- Fisioterapista: Roberto Ostuni
- Massaggiatori: Valerio De Liso
- Infermiere: Giuseppe Lorito

## Rosa
Rosa aggiornata al 22 gennaio 2015.
| N. |                       | Ruolo | Calciatore          |
| -- | --------------------- | ----- | ------------------- |
|    | Italia (bandiera)     | P     | Paolo Baiocco       |
|    | Italia (bandiera)     | P     | Marino Bifulco      |
|    | Romania (bandiera)    | P     | Alexandru Pena      |
|    | Italia (bandiera)     | P     | Giovanni Russo      |
|    | Ghana (bandiera)      | D     | Ashong Nii Nortey   |
|    | Italia (bandiera)     | D     | Rocco D'Aiello      |
|    | Italia (bandiera)     | D     | Ciro De Franco      |
|    | Portogallo (bandiera) | D     | Vasco Faísca        |
|    | Uruguay (bandiera)    | D     | Darío Flores        |
|    | Italia (bandiera)     | D     | Massimo Gotti       |
|    | Italia (bandiera)     | D     | Francesco Mazzarani |
|    | Italia (bandiera)     | D     | Mario Mercadante    |
|    | Italia (bandiera)     | D     | Tiziano Mucciante   |
|    | Italia (bandiera)     | D     | Stefano Pino        |
|    | Italia (bandiera)     | C     | Alessandro Bernardi |
|    | Italia (bandiera)     | C     | Tommaso Coletti     |
|    | Argentina (bandiera)  | C     | Matías Cuffa        |

| N. |                    | Ruolo | Calciatore                 |
| -- | ------------------ | ----- | -------------------------- |
|    | Italia (bandiera)  | C     | Sonny D'Angelo             |
|    | Italia (bandiera)  | C     | Giovanni Di Noia           |
|    | Italia (bandiera)  | C     | Johad Ferretti             |
|    | Italia (bandiera)  | C     | Marco Gallozzi             |
|    | Italia (bandiera)  | C     | Andrea Giacomini           |
|    | Italia (bandiera)  | C     | Gaetano Iannini (capitano) |
|    | Italia (bandiera)  | C     | Francesco Pagliarini       |
|    | Italia (bandiera)  | A     | Diego Albadoro             |
|    | Cile (bandiera)    | A     | Nelson Bustamante          |
|    | Italia (bandiera)  | A     | Mirko Carretta             |
|    | Senegal (bandiera) | A     | Abou Diop                  |
|    | Italia (bandiera)  | A     | Simone Guerra              |
|    | Italia (bandiera)  | A     | Antonio Letizia            |
|    | Italia (bandiera)  | A     | Lorenzo Longo              |
|    | Italia (bandiera)  | A     | Giuseppe Madonia           |
|    | Italia (bandiera)  | A     | Gianluca Turchetta         |
|    | Italia (bandiera)  | ?     | Fiorentino                 |

## Calciomercato

### Mercato estivo(dall'1/7 all'1/9)
| Acquisti | Acquisti            | Acquisti        | Acquisti   |
| R.       | Nome                | da              | Modalità   |
| -------- | ------------------- | --------------- | ---------- |
| P        | Paolo Baiocco       | Reggina         | definitivo |
| P        | Giovanni Russo      | Aversa Normanna | definitivo |
| D        | Rocco D'Aiello      | Messina         | definitivo |
| D        | Vasco Faísca        | Platanias       | definitivo |
| D        | Massimo Gotti       | Grosseto        | definitivo |
| D        | Mario Mercadante    | Bari            | prestito   |
| D        | Tiziano Mucciante   | Cuneo           | definitivo |
| D        | Stefano Pino        | Lecce           | prestito   |
| C        | Alessandro Bernardi | Lumezzane       | definitivo |
| C        | Tommaso Coletti     | Brescia         | svincolato |
| C        | Matías Cuffa        | Padova          | svincolato |
| C        | Giovanni Di Noia    | Bari            | prestito   |
| C        | Marco Gallozzi      | L'Aquila        | svincolato |
| C        | Simone Guerra       | Benevento       | prestito   |
| C        | Lorenzo Longo       | Bari            | prestito   |
| C        | Giuseppe Madonia    | Catanzaro       | svincolato |
| C        | Mario Mercadante    | Bari            | prestito   |
| A        | Diego Albadoro      | Bari            | definitivo |
| A        | Gianluca Turchetta  | Parma           | prestito   |

| Cessioni | Cessioni             | Cessioni        | Cessioni      |
| R.       | Nome                 | a               | Modalità      |
| -------- | -------------------- | --------------- | ------------- |
| P        | Giuseppe Aprea       | Ancona          | definitivo    |
| P        | Pietro Spilabotte    | Latina          | fine prestito |
| D        | Antonio Barretta     | Aversa Normanna | definitivo    |
| D        | Gianmarco Bassini    | Benevento       | fine prestito |
| D        | Simone Calori        |                 | svincolato    |
| D        | Ivano Ciano          | Brindisi        | definitivo    |
| D        | Mariano Fernández    |                 | fine carriera |
| D        | Adrian Liberacki     | Reggina         | fine prestito |
| D        | Simone Sbardella     | Udinese         | fine prestito |
| C        | Mirko Carretta       | Torres          | definitivo    |
| C        | Massimiliano Marsili | Taranto         | definitivo    |
| C        | Mateus               | Empoli          | svincolato    |
| C        | Fabio Orlando        |                 | svincolato    |
| C        | Fabio Roselli        |                 | svincolato    |
| C        | Edoardo Tundo        | Lecce           | fine prestito |
| A        | Antonio Picci        | Francavilla     | definitivo    |
| A        | Alfredo Varsi        | Aversa Normanna | fine prestito |

### Operazioni tra le due sessioni
| Acquisti | Acquisti            | Acquisti | Acquisti   |
| R.       | Nome                | da       | Modalità   |
| -------- | ------------------- | -------- | ---------- |
| D        | Francesco Mazzarani |          | svincolato |
| C        | Andrea Giacomini    |          | svincolato |

| Cessioni | Cessioni | Cessioni | Cessioni |
| R.       | Nome     | a        | Modalità |
| -------- | -------- | -------- | -------- |

### Sessione invernale(dal 5/1 al 2/2)
| Acquisti | Acquisti          | Acquisti | Acquisti   |
| R.       | Nome              | da       | Modalità   |
| -------- | ----------------- | -------- | ---------- |
| P        | Alexandru Pena    | Bari     | definitivo |
| D        | Darío Flores      | Perugia  | definitivo |
| D        | Ashong Nii Nortey | Latina   | prestito   |
| C        | Johad Ferretti    | Milan    | prestito   |
| A        | Mirko Carretta    | Martina  | svincolato |
| A        | Abou Diop         | Torino   | prestito   |

| Cessioni | Cessioni           | Cessioni  | Cessioni      |
| R.       | Nome               | a         | Modalità      |
| -------- | ------------------ | --------- | ------------- |
| P        | Paolo Baiocco      | Grosseto  | definitivo    |
| D        | Massimo Gotti      | L'Aquila  | svincolato    |
| D        | Mario Mercadante   | Bari      | fine prestito |
| C        | Matías Cuffa       |           | svincolato    |
| C        | Marco Gallozzi     | Reggina   | definitivo    |
| A        | Simone Guerra      | Benevento | fine prestito |
| A        | Gianluca Turchetta | Parma     | fine prestito |

## Risultati

### Lega Pro

#### Girone d'andata
| Arbitro: | Guarino (Caltanissetta) |

|           |           |             |
| Cuffa 27’ | Marcatori | 90+3’ Vinci |

| Arbitro: | Spezzola (Mestre) |

|          |           |             |
| Ripa 26’ | Marcatori | 52’ Letizia |

| Matera 13 settembre 2014, ore 15:00 CEST 3ª giornata | Matera           | 0 – 0 | Lecce | Stadio XXI Settembre-Franco Salerno (6 500 spett.)\| Arbitro: \| Balice (Termoli) \| |
| Arbitro:                                             | Balice (Termoli) |       |       |                                                                                      |

| Arbitro: | Capilungo (Lecce) |

|  |           |                                                        |
|  | Marcatori | 13’ Iannini 22’ (rig.), 45+1’ Letizia 28’, 41’ Madonia |

| Arbitro: | Di Ruberto (Nocera Inferiore) |

|                     |           |                             |
| Russotto 12’ (rig.) | Marcatori | 41’ Mucciante 90+5’ Di Noia |

| Arbitro: | Baroni (Firenze) |

|                                       |           |               |
| Iannini 11’ Mucciante 41’ Madonia 75’ | Marcatori | 86’ Malatesta |

| Arbitro: | Martinelli (Roma) |

|           |           |  |
| Cissé 46’ | Marcatori |  |

| Arbitro: | Tardino (Milano) |

|              |           |  |
| Albadoro 82’ | Marcatori |  |

| Arbitro: | Capraro (Cassino) |

|                    |           |                             |
| Iannini 72’, 90+5’ | Marcatori | 24’, 79’ Cori 51’ Calderini |

| Arbitro: | Colarossi (Roma) |

|  |           |             |
|  | Marcatori | 40’ Iannini |

| Arbitro: | Morreale (Roma) |

|             |           |                          |
| Madonia 22’ | Marcatori | 7’ R. Colombo 72’ Franco |

| Arbitro: | Giovani (Grosseto) |

|            |           |  |
| Puccio 31’ | Marcatori |  |

| Arbitro: | Piscopo (Imperia) |

|                    |           |  |
| Mucciante 11’, 31’ | Marcatori |  |

| Foggia 23 novembre 2014, ore 16:00 CET 14ª giornata | Foggia               | 0 – 0 | Matera | Stadio Pino Zaccheria (3 200 spett.)\| Arbitro: \| Cifelli (Campobasso) \| |
| Arbitro:                                            | Cifelli (Campobasso) |       |        |                                                                            |

| Arbitro: | Melidoni (Frattamaggiore) |

|                                       |           |                 |
| Mucciante 34’ Letizia 44’ Madonia 81’ | Marcatori | 30’ A. Montalto |

| Arbitro: | Fiore (Barletta) |

|                                   |           |                              |
| Marotta 22’, 90’ Scognamiglio 88’ | Marcatori | 50’, 58’ Letizia 76’ Iannini |

| Matera 14 dicembre 2014, ore 16:00 CET 17ª giornata | Matera                     | 0 – 0 | Ischia Isolaverde | Stadio XXI Settembre-Franco Salerno (3 000 spett.)\| Arbitro: \| Rasia (Bassano del Grappa) \| |
| Arbitro:                                            | Rasia (Bassano del Grappa) |       |                   |                                                                                                |

| Arbitro: | Marini (Roma) |

|              |           |             |
| Caturano 69’ | Marcatori | 24’ Madonia |

| Arbitro: | Schirru (Nichelino) |

|             |           |  |
| Madonia 26’ | Marcatori |  |

#### Girone di ritorno
| Pagani 11 gennaio 2015, ore 18:00 CET 20ª giornata | Paganese          | 0 – 0 | Matera | Stadio Marcello Torre (800 spett.)\| Arbitro: \| Colosimo (Torino) \| |
| Arbitro:                                           | Colosimo (Torino) |       |        |                                                                       |

| Arbitro: | Rapuano (Rimini) |

|                             |           |                |
| Iannini 3’, 5’ D'Aiello 78’ | Marcatori | 31’ Di Carmine |

| Arbitro: | Serra (Torino) |

|                             |           |  |
| Herrera 55’ Moscardelli 88’ | Marcatori |  |

| Arbitro: | Valiante (Nocera Inferiore) |

|                                    |           |            |
| Diop 7’ Carretta 31’ Mucciante 87’ | Marcatori | 12’ Corona |

| Arbitro: | Formato (Benevento) |

|                            |           |                                                |
| Carretta 11’ Coletti 45+1’ | Marcatori | 8’ Giandonato 15’ Bernardo 27’, 80’ L. Mancuso |

| Arbitro: | Illuzzi (Molfetta) |

|  |           |                           |
|  | Marcatori | 2’ Carretta 90+4’ Madonia |

| Arbitro: | Dei Giudici (Latina) |

|                  |           |          |
| Iannini 42’, 44’ | Marcatori | 49’ Tito |

| Arbitro: | Melidoni (Frattamaggiore) |

|                           |           |                               |
| A. Viola 71’ Ungaro 90+2’ | Marcatori | 27’, 56’ Carretta 45’ Madonia |

| Arbitro: | Giua (Pisa) |

|                           |           |  |
| Calderini 8’ Caccetta 55’ | Marcatori |  |

| Arbitro: | Di Ruberto (Nocera Inferiore) |

|                                         |           |               |
| Madonia 30’ (rig.) Coletti 90+5’ (rig.) | Marcatori | 20’ Venitucci |

| Arbitro: | Guccini (Albano Laziale) |

|  |           |            |
|  | Marcatori | 90+4’ Diop |

| Matera 21 marzo 2015, ore 15:00 CET 31ª giornata | Matera           | 0 – 0 | Vigor Lamezia | Stadio XXI Settembre-Franco Salerno (3000 spett.)\| Arbitro: \| D'Apice (Arezzo) \| |
| Arbitro:                                         | D'Apice (Arezzo) |       |               |                                                                                     |

| Arbitro: | Piccinini (Forlì) |

|  |           |                        |
|  | Marcatori | 50’ Iannini 90+3’ Diop |

| Arbitro: | Pellagatti (Arezzo) |

|                          |           |                                                                   |
| Letizia 51’ Carretta 54’ | Marcatori | 11’ Gigliotti 66’ Sarno 71’ Iemmello 76’ Sainz-Maza 85’ Sicurella |

| Arbitro: | Di Martino (Teramo) |

|  |           |          |
|  | Marcatori | 89’ Diop |

| Arbitro: | Paolini (Ascoli Piceno) |

|                          |           |                  |
| Bernardi 25’ Madonia 30’ | Marcatori | 89’ Scognamiglio |

| Arbitro: | Amoroso (Paola) |

|                      |           |                        |
| Infantino 80’ (rig.) | Marcatori | 70’ Madonia 90+1’ Diop |

| Arbitro: | Mainardi (Bergamo) |

|                    |           |  |
| Madonia 27’ (rig.) | Marcatori |  |

| Arbitro: | Baroni (Firenze) |

|           |           |              |
| Capua 78’ | Marcatori | 57’ Carretta |

#### Play-off

##### Quarti di finale
| Arbitro: | Rapuano (Rimini) |

|                      |           |            |
| Pagliarini 76’, 119’ | Marcatori | 55’ Marchi |

##### Semifinale
| Arbitro: | Paolini (Ascoli Piceno) |

|          |           |              |
| Ganz 51’ | Marcatori | 49’ Carretta |

| Arbitro: | Marini (Roma) |

|                              |                      |                                          |
| Coletti 34’                  | Marcatori            | 55’ Defendi                              |
| Diop Flores Coletti Ferretti | Tiri di rigore 3 – 4 | Le Noci Maritato Cassetti Castiglia Ganz |

### Coppa Italia Lega Pro

#### Fase eliminatoria a gironi
| Arbitro: | Caprar (Cassino) |

|                                  |           |            |
| Madonia 2’ Letizia 40’ Cuffa 71’ | Marcatori | 62’ Puccio |

| Arbitro: | Strippoli (Bari) |

|            |           |             |
| Caruso 70’ | Marcatori | 29’ Coletti |

#### Fase a eliminazione diretta
| Arbitro: | Valiante (Nocera Inferiore) |

|                             |           |                      |
| Gallozzi 30’ Pagliarini 33’ | Marcatori | 5’ (rig.) Biancolino |

| Arbitro: | Luciano (Lamezia Terme) |

|                                               |                      |                                          |
| Doumbia 63’                                   | Marcatori            | 60’ Di Noia                              |
| Della Rocca Sacilotto Lepore D'Ambrosio López | Tiri di rigore 3 – 4 | Longo Coletti Bernardi Pagliarini Faísca |

| Arbitro: | Catona (Reggio Calabria) |

|                                     |                      |                                   |
| Lepiller 13’ Caserta 42’            | Marcatori            | 11’ Giacomini 28’ (rig.) Coletti  |
| Gomez Bombagi Vella Liotti Nicastro | Tiri di rigore 4 – 2 | D'Aiello Guerra Turchetta Coletti |

## Statistiche
Statistiche aggiornate al 24 maggio 2015

### Statistiche di squadra
| Competizione          | Punti | In casa | In casa | In casa | In casa | In casa | In casa | In trasferta | In trasferta | In trasferta | In trasferta | In trasferta | In trasferta | Totale | Totale | Totale | Totale | Totale | Totale | DR  |
| Competizione          | Punti | G       | V       | N       | P       | Gf      | Gs      | G            | V            | N            | P            | Gf           | Gs           | G      | V      | N      | P      | Gf     | Gs     | DR  |
| --------------------- | ----- | ------- | ------- | ------- | ------- | ------- | ------- | ------------ | ------------ | ------------ | ------------ | ------------ | ------------ | ------ | ------ | ------ | ------ | ------ | ------ | --- |
| Lega Pro              | 70    | 19      | 11      | 4       | 4       | 31      | 22      | 19           | 9            | 6            | 4            | 25           | 16           | 38     | 20     | 10     | 8      | 56     | 38     | +18 |
| Play-off              | 0     | 1       | 1       | 0       | 0       | 2       | 1       | 1            | 0            | 1            | 0            | 1            | 1            | 2      | 1      | 1      | 0      | 3      | 2      | +1  |
| Coppa Italia Lega Pro | 4     | 2       | 2       | 0       | 0       | 5       | 2       | 1            | 0            | 1            | 0            | 1            | 1            | 3      | 2      | 1      | 0      | 6      | 3      | +3  |
| Totale                | 74    | 22      | 13      | 4       | 4       | 38      | 25      | 20           | 9            | 7            | 4            | 27           | 18           | 43     | 23     | 12     | 8      | 65     | 42     | +22 |

### Andamento in campionato
| Giornata  | 1  | 2  | 3  | 4 | 5 | 6 | 7 | 8 | 9 | 10 | 11 | 12 | 13 | 14 | 15 | 16 | 17 | 18 | 19 | 20 | 21 | 22 | 23 | 24 | 25 | 26 | 27 | 28 | 29 | 30 | 31 | 32 | 33 | 34 | 35 | 36 | 37 | 38 |
| --------- | -- | -- | -- | - | - | - | - | - | - | -- | -- | -- | -- | -- | -- | -- | -- | -- | -- | -- | -- | -- | -- | -- | -- | -- | -- | -- | -- | -- | -- | -- | -- | -- | -- | -- | -- | -- |
| Luogo     | C  | T  | C  | T | T | C | T | C | C | T  | C  | T  | C  | T  | C  | T  | C  | T  | C  | T  | C  | T  | C  | C  | T  | C  | T  | T  | C  | T  | C  | T  | C  | T  | C  | T  | C  | T  |
| Risultato | N  | N  | N  | V | V | V | P | V | P | V  | P  | P  | V  | N  | V  | N  | N  | N  | V  | N  | V  | P  | V  | P  | V  | V  | V  | P  | V  | V  | N  | V  | P  | V  | V  | V  | V  | N  |
| Posizione | 14 | 13 | 12 | 7 | 5 | 3 | 7 | 3 | 7 | 5  | 7  | 9  | 8  | 8  | 5  | 7  | 7  | 7  | 6  | 7  | 7  | 7  | 7  | 7  | 7  | 6  | 6  | 6  | 6  | 5  | 6  | 3  | 5  | 4  | 4  | 3  | 3  | 3  |

Legenda:

Luogo: C = Casa; T = Trasferta. Risultato: V = Vittoria; N = Pareggio; P = Sconfitta.

### Statistiche dei giocatori
Sono in corsivo i calciatori che hanno lasciato la società a stagione in corso.
| Giocatore     | Lega Pro | Lega Pro | Lega Pro    | Lega Pro   | Coppa Italia Lega Pro | Coppa Italia Lega Pro | Coppa Italia Lega Pro | Coppa Italia Lega Pro | Totale   | Totale | Totale      | Totale     |
| Giocatore     | Presenze | Reti     | Ammonizioni | Espulsioni | Presenze              | Reti                  | Ammonizioni           | Espulsioni            | Presenze | Reti   | Ammonizioni | Espulsioni |
| ------------- | -------- | -------- | ----------- | ---------- | --------------------- | --------------------- | --------------------- | --------------------- | -------- | ------ | ----------- | ---------- |
| D. Albadoro   | 21       | 1        | 0           | 0          | 1                     | 0                     | 1                     | 0                     | 22       | 1      | 1           | 0          |
| P. Baiocco    | 15       | -15      | 2           | 0          | 2                     | -2                    | 0                     | 0                     | 17       | -17    | 2           | 0          |
| A. Bernardi   | 30       | 1        | 7           | 1          | 4                     | 0                     | 1                     | 0                     | 34       | 1      | 8           | 1          |
| M. Bifulco    | 21+2     | -20+-2   | 1           | 1          | 3                     | -4                    | 0                     | 0                     | 26       | -26    | 1           | 1          |
| N. Bustamante | 2        | 0        | 0           | 0          | 4                     | 0                     | 0                     | 0                     | 6        | 0      | 0           | 0          |
| T. Coletti    | 25+2     | 2        | 12          | 0          | 3                     | 2                     | 2                     | 0                     | 30       | 4      | 14          | 0          |
| M. Carretta   | 19+2     | 7+1      | 2           | 0          | -                     | -                     | -                     | -                     | 21       | 8      | 2           | 0          |
| M. Cuffa      | 4        | 1        | 1           | 0          | 4                     | 1                     | 1                     | 0                     | 8        | 2      | 2           | 0          |
| R. D'Aiello   | 32+2     | 1        | 9           | 2          | 3                     | 0                     | 0                     | 0                     | 37       | 1      | 9           | 2          |
| S. D'Angelo   | 0        | 0        | 0           | 0          | 1                     | 0                     | 0                     | 0                     | 1        | 0      | 0           | 0          |
| C. De Franco  | 26       | 1        | 3           | 0          | 3                     | 0                     | 0                     | 0                     | 29       | 1      | 3           | 0          |
| G. Di Noia    | 26+3     | 1        | 5           | 0          | 3                     | 1                     | 0                     | 0                     | 32       | 2      | 5           | 0          |
| A. Diop       | 17+1     | 5        | 4           | 0          | -                     | -                     | -                     | -                     | 18       | 5      | 4           | 0          |
| V. Faísca     | 25+2     | 0        | 4           | 1          | 3                     | 0                     | 0                     | 0                     | 30       | 0      | 4           | 1          |
| J. Ferretti   | 0        | 0        | 0           | 0          | -                     | -                     | -                     | -                     | 0        | 0      | 0           | 0          |
| ?. Fiorentino | 0        | 0        | 0           | 0          | 1                     | 0                     | 0                     | 0                     | 1        | 0      | 0           | 0          |
| D. Flores     | 11+2     | 0        | 2           | 0          | -                     | -                     | -                     | -                     | 13       | 0      | 2           | 0          |
| M. Gallozzi   | 5        | 0        | 0           | 0          | 1                     | 1                     | 0                     | 0                     | 6        | 1      | 0           | 0          |
| A. Giacomini  | 5        | 0        | 0           | 0          | 2                     | 1                     | 1                     | 0                     | 7        | 1      | 1           | 0          |
| M. Gotti      | 9        | 0        | 0           | 0          | 3                     | 0                     | 0                     | 0                     | 12       | 0      | 0           | 0          |
| S. Guerra     | 13       | 1        | 1           | 0          | 3                     | 0                     | 0                     | 0                     | 16       | 1      | 1           | 0          |
| G. Iannini    | 37+2     | 9        | 2+1         | 0          | -                     | -                     | -                     | -                     | 39       | 9      | 3           | 0          |
| A. Letizia    | 34+2     | 8        | 6           | 0          | 2                     | 1                     | 0                     | 0                     | 38       | 9      | 6           | 0          |
| L. Longo      | 2        | 0        | 0           | 0          | 3                     | 0                     | 0                     | 0                     | 5        | 0      | 0           | 0          |
| M. Madonia    | 35+2     | 12       | 6           | 0          | 2                     | 1                     | 0                     | 0                     | 39       | 13     | 6           | 0          |
| F. Mazzarani  | 25+2     | 0        | 9           | 0          | 2                     | 0                     | 2                     | 0                     | 29       | 0      | 11          | 0          |
| M. Mercadante | 0        | 0        | 0           | 0          | 3                     | 0                     | 2                     | 0                     | 3        | 0      | 2           | 0          |
| T. Mucciante  | 28       | 6        | 14          | 0          | 2                     | 0                     | 0                     | 0                     | 30       | 6      | 14          | 0          |
| A. Nii Nortey | 4        | 0        | 0           | 0          | -                     | -                     | -                     | -                     | 4        | 0      | 0           | 0          |
| F. Pagliarini | 18+2     | 2+2      | 1           | 0          | 5                     | 1                     | 0                     | 0                     | 25       | 5      | 1           | 0          |
| A. Pena       | 0        | -0       | 0           | 0          | -                     | -                     | -                     | -                     | 0        | -0     | 0           | 0          |
| S. Pino       | 4        | 0        | 0           | 0          | 3                     | 0                     | 1                     | 0                     | 7        | 0      | 1           | 0          |
| G. Russo      | 3        | -3       | 0           | 0          | 0                     | -0                    | 0                     | 0                     | 3        | -3     | 0           | 0          |
| G. Turchetta  | 8        | 0        | 0           | 0          | 1                     | 0                     | 0                     | 0                     | 9        | 0      | 0           | 0          |